# Rahim Aliabadi
Rahim Aliabadi lyssna (fil) (persiska: رحیم علی‌آبادی), född den 22 mars 1943 i Ardabil, Iran, är en iransk brottare som tog OS-silver i lätt flugviktsbrottning i den grekisk-romerska klassen 1972 i München. Han vann också en silvermedalj vid världsmästerskapen 1969 och en bronsmedalj vid världsmästerskapen 1973 samt en guldmedalj vid Asiatiska spelen i Teheran 1974.